# Nikołaj Miełaszenko
Nikołaj Jewgienjewicz Miełaszenko (ros. Николай Евгеньевич Мелашенко, ur. 1 stycznia 1918 w Sławgorodzie w obwodzie dniepropetrowskim, zm. 19 kwietnia 1999 w Żytomierzu) – radziecki wojskowy, Bohater Związku Radzieckiego (1944).

## Życiorys
Skończył technikum, pracował w elewatorze, od 1939 służył w Armii Czerwonej, brał udział w agresji ZSRR na Polskę. Od 1941 uczestniczył w wojnie z Niemcami, walczył na Froncie Południowo-Zachodnim i 3 Ukraińskim, był dwukrotnie ranny i ciężko kontuzjowany. W nocy na 26 listopada 1943 jako sierżant 1118 pułku piechoty 333 Dywizji Piechoty 6 Armii 3 Frontu Ukraińskiego przekroczył Dniepr i ogniem z karabinu maszynowego ubezpieczył przeprawę żołnierzy pułku, pięciokrotnie odpierając kontrataki wroga; został ranny, mimo to nie przerwał walki. W 1945 został członkiem WKP(b). Od sierpnia 1944 do grudnia 1945 uczył się w szkole wojskowej w Stalingradzie, później został zdemobilizowany, pracował jako dyrektor młyna, w 1955 ukończył Wyższą Szkołę Przemysłu Spożywczego w Moskwie i został zarządcą trustu w Czernihowie. Następnie był dyrektorem fabryki makaronu w Żytomierzu i dyrektorem kombinatu młyńskiego w Żytomierzu.

## Odznaczenia
- Złota Gwiazda Bohatera Związku Radzieckiego (22 lutego 1944)
- Order Lenina (22 lutego 1944)
- Order Wojny Ojczyźnianej I klasy

I medale.